# Oregonæble
Oregonæble (Malus fusca) er et træ af æble-slægten, der er hjemmehørende i Nordamerika.

## Beskrivelse
Træet kan blive op til 13 m højt og har blade på op til 10 cm. Blomsterne er hvide eller svagt lyserøde og sidder i grupper af 6-12. Frugterne er små, runde og gule eller røde; smagen er syrlig og frisk.

## Voksested
Oregonæble er hjemmehørende i det vestlige Nordamerika fra Alaska mod nord gennem British Columbia til det nordlige Californien. Den findes i tempererede nåleskove, især i Cascades og Pacific Coast Ranges.

## Anvendelse
Frugten kan spises rå eller tilberedt. Den har et højt indhold af pektin, der kan udvindes og bruges til gelering af andre frugter og bær. Barken er blevet brugt som naturmedicin. I Nordamerika anvendes det ret hårde ved til mindre trægenstande som dørhåndtag og skæfter til værktøj.
| Portal | Portal:Botanik |